# 高橋徹 (物理学者)
高橋徹（たかはしとおる）は、日本の物理学者。広島大学大学院先端物質科学研究科准教授。

## 略歴
- 1985年 : 名古屋大学理学部物理学科卒業
- 1989年 : 名古屋大学大学院理学研究科博士課程修了
- 1989年 : 広島大学大学院先端物質科学研究科
- 1989年 : スタンフォード線形加速器センター
- 1993年 : 広島大学理学部
- 先端加速科学技術推進協議会 広報部会副部会長[1]

## 著作
- ビッグバンをつくりだせ―新型加速器:リニアコライダーが宇宙誕生の瞬間に迫る（2007年、プレアデス出版）ISBN 4903814068